# Faser

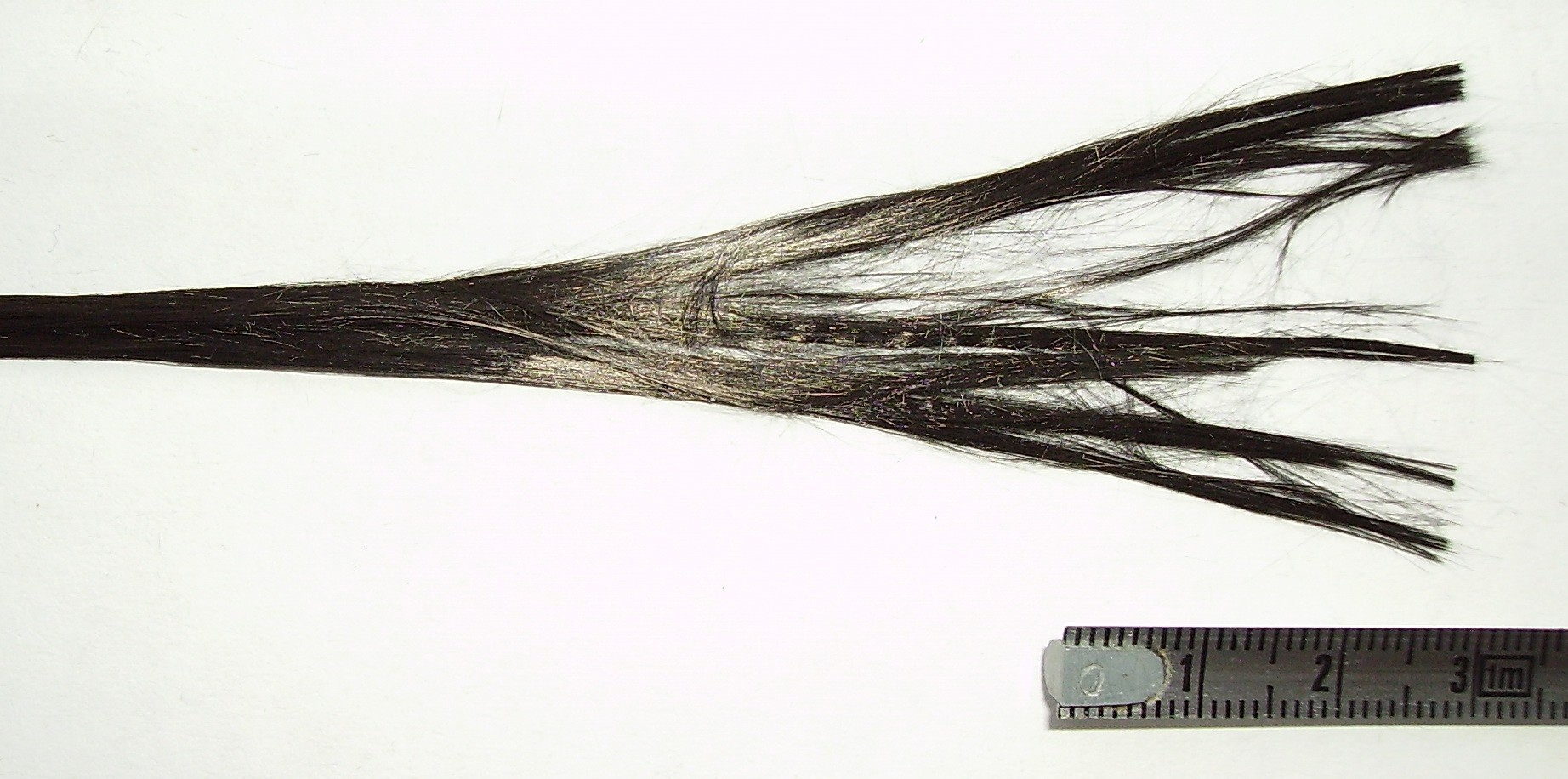
Kohlenstofffasern

Eine Faser ist ein lineares, elementares Gebilde, das aus einem Faserstoff besteht. Man unterscheidet zwischen gegebenen, in der Natur vorkommenden biogenen und mineralischen Faserstoffen (Naturfasern) und geschaffenen organischen oder anorganischen Faserstoffen (Chemiefasern). Die Faser hat eine äußere Faserform (Längsform: schlicht oder kraus; Querschnittsform: rund, eckig etc.) und ist massiv oder hohl. Sie kann endlos (Filament) oder längenbegrenzt (Spinnfaser) sein. Fasern sind in der Textilindustrie ein Ausgangsmaterial für Garne, Vliesstoffe oder einen Faser-Kunststoff-Verbund. Darüber hinaus finden sie in einer Vielzahl von weiteren Industriezweigen, wie zum Beispiel der Bauchemie oder auch der Kosmetik- und Lebensmittelindustrie, Anwendung.
Die Faser ist ein im Verhältnis zu ihrer Länge dünnes, flexibles Gebilde. Um im technischen Bereich von einer Faser zu sprechen, sollte das Verhältnis von Länge zu Durchmesser mindestens zwischen 3:1 und 10:1 liegen; für viele textile Anwendungen liegt es bei über 1000:1. In anderen Anwendungsbereichen liegen Fasern in sämtlichen Verhältnissen von Querschnitten zu Längen, teilweise auch kompaktiert und dadurch in kubischer Form, vor. Fasern können in Längsrichtung keine Druck-, sondern nur Zugkräfte aufnehmen, da sie bei Druckbelastung knicken. In der Natur und in der Technik kommen Fasern meist in einem größeren Verbund vor.

## Einteilung
Fasern werden in Naturfasern und Chemiefasern eingeteilt.

### Naturfasern
Als Naturfasern werden alle Textilfasern und Faserwerkstoffe bezeichnet, die ohne chemische Veränderung aus pflanzlichem und tierischem Material gewonnen werden. Die Naturfasern werden in organische Fasern mit den Untergruppen pflanzliche und tierische Fasern sowie in anorganische Fasern, wie z. B. Asbest oder natürliche Basaltfasern unterteilt, die auch häufig als Mineralfasern bezeichnet werden.

#### Pflanzliche Fasern (Pflanzenfasern)

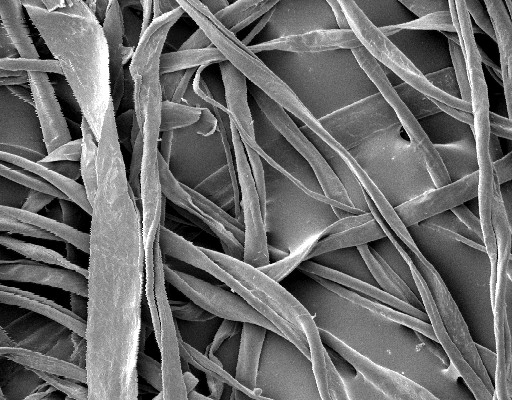
Baumwollfasern im Rasterelektronenmikroskop

Pflanzenfasern kommen bei Pflanzen als Leitbündel im Stängel oder Stamm, den Schalen oder der Rinde (etwa als Bast) und als Samen-Fortsätze vor.
Mit der Eigenschaft fasrig – und auch holzig und krautig – werden unspezifisch die stark von Fasern durchsetzten sowie die verholzten Teile einer krautigen Pflanze bezeichnet, in Unterscheidung zum Jungtrieb und der Blattmasse.Einen Überblick zu den landwirtschaftlich angebauten Lieferanten von Pflanzenfasern gibt der Artikel Faserpflanzen. 
Im Lebensmittelbereich werden Fasern als Nahrungsfasern beziehungsweise Ballaststoffe bezeichnet, die vorwiegend in den Schalenanteilen von Obst, Gemüse, Hülsenfrüchten und Getreide vorkommen. Extrahierte Nahrungsfasern wie zum Beispiel die Weizenhalmfasern werden auch als Lebensmittelzutat zur Ballaststoffanreicherung eingesetzt.
Pflanzenfaser ist ein Sammelbegriff für Fasern pflanzlicher Herkunft, die als Material in textilen und anderen Fertigungsprozessen verwendet werden und überwiegend aus Cellulose bestehen. Eine Unterteilung erfolgt nach der noch gültigen DIN 60001-1 in Samenfasern, Bastfasern und Hartfasern oder nach der neueren, auf internationalen Normen beruhenden DIN EN ISO 6938 in Samenfasern, Bastfasern, Blattfasern und Fruchtfasern, die damit eine Aufteilung der Hartfasern vornimmt. Folgende Liste, die, soweit vorhanden, auch die gültigen Kurzzeichen für die Fasergattungsnamen enthält, beruht hauptsächlich auf diesen beiden Normen:

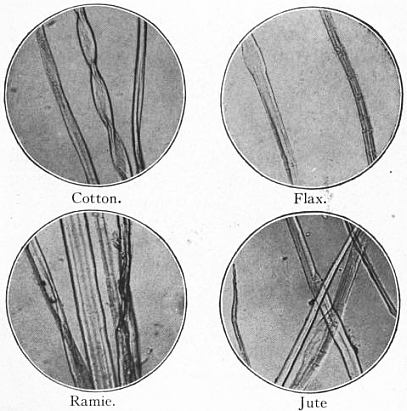
Mikroskopische Aufnahmen verschiedener Fasern

- Samenfasern weisen eine einzellige Struktur auf, die von den Epidermiszellen des Samen gebildet wird. Sie setzen sich fast ausschließlich aus Zellulose zusammen.[6]
  - Baumwollfaser (CO) aus den Samenhaaren der Frucht der Baumwollpflanze
  - Kapok (KP) aus dem Inneren der Kapselfrucht des echten Kapokbaumes
  - Akon aus Seidenpflanzengewächsen
  - Pappelflaum
- Bastfasern sind zusammengesetzte Fasern, die aus dem Bast bestimmter Pflanzen erhalten werden, meist aus Zellulose, aber auch begleitet von Pektinkörpern, Hemicellulose und Lignin.[6]
  - Bambusfaser aus (Bambusa textilis)
  - Fasernessel aus der Großen Brennnessel
  - Hanffaser (HA)
  - Sibirische Hanfnessel
  - Jute (JU)
  - Urena (JR) aus Malvengewächsen
  - Flachsfaser, auch Leinen genannt (LI)
  - Ramiefaser (RA) aus der tropischen Nesselart Ramie
  - Kenaffaser (KE) aus Kenaf (Ostindischer Hanf-Eibisch)
  - Fasern der Roselle (JS) (Sudan-Eibisch)
  - Fasern des Sunns (SN) (Crotalaria juncea)
  - Abutilon aus der Schönmalve
  - Punga aus (Clappertonia ficifolia)
  - Rizinus aus dem Wunderbaum (Ricinus communis)
  - Bluish Dogbane aus dem Hanfartigen Hundswürger (Apocynum cannabinum)

- Blattfasern sind zusammengesetzte Fasern, die aus Blättern erhalten werden, und sich hauptsächlich aus Zellulose sowie aus inkrustierenden und interzellulären Materialien zusammensetzen, die aus Lignin und Hemicellulosen bestehen.[6]
  - Sisal (SI) aus Agaven-Blättern
  - Abacá (Manilahanf) (AB), Blattfaser aus den Blättern der Bananenart [Musa textilis]
  - Curauá aus Bromeliengewächsen
  - Fibre aus Agaven
  - Ixtlefaser, auch Tampikofaser aus Agave lechuguilla
  - Arenga-Fasern aus den Blattscheiden der Zuckerpalme
  - Afrik oder Palmfaser aus einer Zwergpalme
  - Henequen-Fasern (HE) aus der Agave fourcroydes
  - Fique (FI) Blattfasern aus Furcraea macrophylla
  - Phormium, auch Neuseelandflachs (NF) aus Phormium tenax
  - Alfa (AL) aus den Blättern des Alfagrases
  - Maguey aus den Blättern der Agave cantala
  - Yucca aus den Blättern des Palmliliengewächses Yucca carnerosana
  - Pita aus den Blättern von Aechmea magdalenae
- Fruchtfasern sind zusammengesetzte Fasern, die aus Früchten erhalten werden und sich hauptsächlich aus Zellulose sowie aus inkrustierenden und interzellulären Materialien zusammensetzen, die aus Lignin und Hemicellulosen bestehen.[6]
  - Kokosfaser (CC) aus der Fruchthülle der Kokospalmenfrüchte

Als Ersatzfasern können z. B. genutzt werden:
- Ginster: Fasern aus den Stängeln der Ginsterpflanze mit einer Faserausbeute von 6 % bis 7 %
- Hopfen: Fasern den Stängeln von Hopfenpflanzen mit einer Faserausbeute von 9 % bis 10 %
- Rohrkolbenschilf: Fasern aus den Blättern und aus den Fruchtständen mit einer Faserausbeute von 25 bis 30 %
- Weidenbast: Rindenfasern der Weide mit einer Faserausbeute von 15 % bis 20 %.

Bastreste von Linde und Eiche stellen die häufigsten Funde von jungsteinzeitlichen Faserresten dar. Die langen Fasern dieser Baumarten dienten als Werkstoff zur Herstellung von Körben, Matten und Schnüren. Die derzeit bekanntesten Beispiele dürften Umhang und Schuhwerk des Mannes von Tisenjoch sein.

#### Tierische Fasern
Eine Unterteilung erfolgt nach der noch gültigen DIN 60001-1 in Wollen und Haare (Feine Tierhaare und Grobe Tierhaare) sowie Seiden oder nach der neueren, auf internationalen Normen beruhenden DIN EN ISO 6938 in Fasern aus Spinndrüsen, Fasern abgesondert von einigen Muschelarten und aus Haarfollikeln abstammende Fasern.
Folgende Liste, die, soweit vorhanden, auch die gültigen Kurzzeichen für die Fasergattungsnamen enthält, beruht hauptsächlich auf diesen beiden Normen:
- Fasern aus Spinndrüsen, die von einigen Insekten als Sekret abgesondert werden, besonders von Larven der Ordnung Lepidoptera in Form von zwei Fibrion-Filamenten, die durch Sericin miteinander verklebt werden[6]
  - Seide (SE) (Zuchtseide) – Fasern von den Kokons des Seidenspinners (Bombyx mori)
  - Tussahseide (ST) – Fasern aus dem von Bäumen und Sträuchern gesammelten Kokons der wildlebenden Tussahspinner (z. B. Chinesischer Eichenseidenspinner) hergestellt. Da hier der Schmetterling meist ausgeschlüpft ist, sind die Fasern kürzer und nicht abhaspelbar.
  - Mugaseide – Fasern aus den Kokons des Seidenspinners Atheraea assamensis
  - Eriseide – Fasern aus den Kokons des Eriseidenspinners
  - Anapheseide – Fasern aus den Konkons von Anaphe-Seidenspinnern
  - Spinnenseide – durch die Spinndrüsen von Spinnen erzeugte Fasern
- Fasern, die von Muschelarten als Sekret abgesondert werden[6]
  - Byssus bzw. Muschelseide – Haftfaden einiger Muschelarten, z. B. Pinna nobilis

Speziell ist die Faser aus den Spinndrüsen von Seidenspinnern, welche embryonale Seide enthält (Silkwormgut) (SGS). Diese wurde als medizinisches Nahtmaterial verwendet und wird in der Fliegenfischerei benutzt.
- Fasern aus Haarfollikeln mit einer multizellulären Struktur, die sich aus Keratin zusammensetzen und den Pelz, das Fell, die Mähne oder den Schwanz bestimmter Tiere bilden[6]
  - Wolle von Schafen (WO) wird meist durch jährliches Scheren gewonnen und auch als Schurwolle (WV) bezeichnet.
  - Alpaka (WP), Lama (WL), Vikunja (WG), Guanako (GU) sind die Haare von den gleichnamigen Lamaarten bzw. Schafkamelen. Die Haare sind fein, weich, glänzend und wenig gekräuselt.
  - Kamelhaar (WK) ist das weiche, gekräuselte Flaumhaar der Kamele; sie werfen es jährlich ab. Es ist sehr fein, weich, leicht gekräuselt und beigebraun.
  - Angora (WA) (Haare vom Angorakaninchen), Kanin (WN) (gewöhnliche Kaninchenhaare) sind sehr fein, glatt und sehr leicht. Da sie Wasserdampf gut aufnehmen, sind Stoffe aus Kanin sehr warmhaltend.
  - Kaschmir (WS) gewinnt man durch Auskämmen und Sortieren der Flaum- oder Grannenhaare der Kaschmirziege. Diese Haare sind so fein wie die feinste Merinowolle, und Bekleidung aus Kaschmir ist deshalb fein, weich, leicht und glänzend.
  - Mohair (WM) bezeichnet die Haare der Angora- oder Mohairziege. Sie sind lang, leicht gelockt und glänzend. Ihre Farbe ist weiß. Sie filzen kaum.
  - Yak (HY) – Haare des Ziegenochsen
  - Ziegenhaar (HZ)
  - Rinderhaar (HR)
  - Rosshaar (HS) ist sehr grob und wird als Polster und Füllung von Matratzen verwendet.

#### Mineralfasern
Mineralfasern werden aus Gesteinsarten mit Faserstruktur erhalten, die hauptsächlich aus Silicaten bestehen
- Asbest (AS) – faseriges natürliches Silicat[9]
- Erionit wird aufgrund seiner asbestähnlichen Gesundheitsschädlichkeit nicht verwendet.
- Fasergips
- Wollastonit dient heute neben Glasfasern als Asbestersatz.

Auch künstlich hergestellte Fasern aus anorganischen Stoffen werden als Mineralfaser bezeichnet.

### Chemiefasern
Als Chemiefasern werden alle Fasern bezeichnet, die nach chemisch-technischen Verfahren aus natürlichen oder synthetischen Polymeren sowie aus anorganischen Stoffen überwiegend in Form von Filamenten (Monofilamente, Multifilamente) hergestellt und zu Filamentgarnen weiterverarbeitet oder zu Spinnfasern (Stapelfasern) durch Schneiden oder Reißen verarbeitet und anschließend durch Sekundärspinnverfahren zu Garnen versponnen oder z. B. durch Vliesstoff-Herstellungsverfahren direkt zu textilen Flächengebilden verarbeitet werden. Aufgrund ihrer künstlichen Herstellung wird auch heute noch für die Chemiefasern umgangssprachlich die Bezeichnung Kunstfasern verwendet.
Die folgende Auflistung der Gattungsnamen zur Bezeichnung der Gattungen von Chemiefasern und der in Klammern angeführten Kurzzeichen richtet sich hauptsächlich nach der Norm DIN EN ISO 2076 zur Bezeichnung von Chemiefasern aus dem Jahr 2014. Die Gattungsnamen werden üblicherweise zusammen mit dem Wort „Faser“ gebraucht, so z. B. die Gattungsnamen Viskose als Viskosefaser und Glas als Glasfaser.

#### Fasern aus natürlichen Polymeren
- Fasern aus regenerierter Cellulose
  - Viskose (CV) wird nach dem Viscoseverfahren aus reiner Zellulose hergestellt, die hauptsächlich aus Buchen- und Kiefernholz, Eukalyptus oder zunehmend auch aus Bambus gewonnen wird.
  - Modal (CMD) wird nach dem modifizierten Viscoseverfahren hergestellt und hat deshalb eine höhere Festigkeit als Viskose im trockenen und nassen Zustand.
  - Lyocell (CLY) wird in einem Nassspinnverfahren hergestellt. Als Lösungsmittel dient N-Methylmorpholin-N-oxid Monohydrat. Die Faser zeichnet sich durch sehr hohe Trocken- und Nassfestigkeit aus. Die Herstellung gilt aufgrund des nahezu geschlossenen Produktionskreislaufs und der Möglichkeit neben schnell nachwachsenden Holzarten auch recycelte Baumwolle zu verwenden, als besonders nachhaltig.
  - Cupro (CUP) wird nach dem Kupferoxid-Ammoniak-Verfahren hergestellt.
- Fasern aus Celluloseestern
  - Acetat (CA, früheres Kurzzeichen AC) wird im Trockenspinnverfahren aus in Aceton gelöstem Zelluloseacetat ersponnen (siehe Acetat-Fasern)
  - Triacetat (CTA) wird ebenfalls aus Zelluloseacetat hergestellt, allerdings in Dichlormethan gelöst.

- Proteinfasern (USA: Azlon)
  - Regenerierte Proteinfasern (PR) aus regeneriertem natürlichen Eiweiß pflanzlicher oder tierischer Herkunft, teilweise auch durch chemische Wirkstoffe stabilisiert.
  - Modifizierte Sojabohnenproteinfasern (MSP) werden durch Nassspinnverfahren aus einer Spinnlösung ersponnen, die aus einer Mischung von langkettigen Sojabohnenproteinmolekülen und kurzkettigen, mit als Fasergerüst dienendem Polyvinylalkohol copolymerisierten Sojabohnenproteinen besteht.[15]
  - Zein eine unter dem Handelsnamen Vicara in den 1950er Jahren produzierte Faser aus Maiseiweiß.
  - Caseinfasern (auch Kaseinfasern) sind regenerierte Proteinfasern aus Milcheiweiß mit heute nur noch geringer wirtschaftlicher Bedeutung;[16][17] als Wollersatz (deshalb auch frühere Bezeichnung Caseinwolle) während des Zweiten Weltkrieges entwickelt und bis in die 1950er Jahre unter Handelsnamen wie Lanital, Aralac, Merinowa produzierte Faser. Allerdings wurde diese Faserart wiederentdeckt und wird in neuer Form wieder produziert.[18][19]
  - Künstliche Spinnenfasern (Biosteel®)[20][21] sind durch Bakterien erzeugte, synthetische Proteine, die zu einer spinnenfaserartigen Faser geformt werden.

- Polylactid (PLA) – Fasern bestehen aus linearen Makromolekülen mit mindestens 85 % Masseanteil Milchsäureestereinheiten. Gewinnung aus nachwachsenden Rohstoffen entweder durch Polykondensation von Milchsäure, die man aus Stärke, Dextrose bzw. einfachen Pflanzenzuckern durch Fermentation erhält, oder indirekt aus den cyclischen Dimeren der Milchsäure durch Ringöffnung und Polymerisation. Die erhaltenen PLA-Pellets werden, wie die meisten synthetischen Fasern, nach dem Schmelzspinnverfahren versponnen.[22]

- Alginat (ALG) – Fasern aus Metallsalzen der Alginsäure; Gewinnung durch Extraktion von Meerestang mit Sodalösung, wodurch eine viskose, wässerige Lösung von Natriumalginat, entsteht.[23]

- Chitin (CHT) – Fasern aus Chitin und dessen Derivaten wie Chitosan.

- Elastodien (ED) – Fasern aus natürlichem Polyisopren (frühere Bezeichnung Gummifasern); die Bezeichnung wird auch für Fasern aus synthetischem Polyisopren verwendet.

- Biobasierte Polyamide (PA 4.10 / PA 6.10 / PA 10.10 / PA 10.12 / PA 11) - sind aus Rizinusöl bzw. den daraus erhaltenen Monomere aus 11-Aminoundecansäure und Sebacinsäure hergestellte Polyamid-Fasern. Die Eigenschaften sehr gute chemische und thermische Beständigkeit, gute Dimensionsstabilität und geringe Dichte, ermöglichen den Einsatz in einer Vielzahl von Anwendungen.

#### Fasern aus synthetischen Polymeren

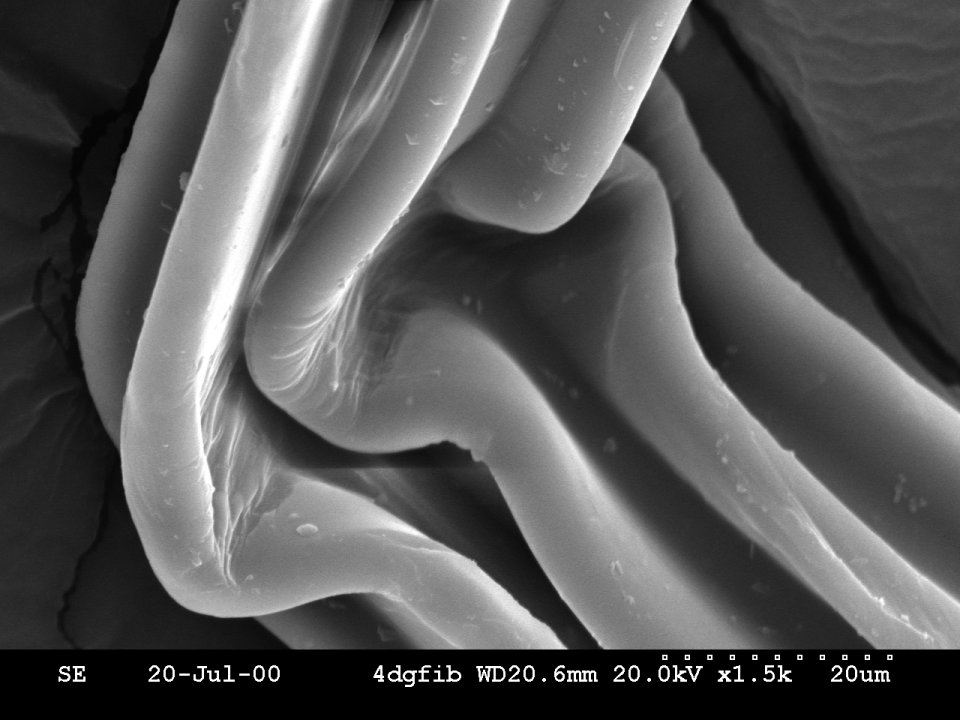
Polyesterfaser im Rasterelektronenmikroskop

- Polyester (PES), meist Polyethylenterephthalat (PET): Die PES-Faser zeigt vielseitige Eigenschaften und nimmt deshalb eine Spitzenposition unter den synthetischen Fasern ein. Sie ist sehr reiß- und scheuerfest und nimmt kaum Feuchtigkeit auf. Hergestellt werden auch Filamente/Fasern aus Polytrimethylenterephthalat (PTT) und Filamente aus Polybutylenterephthalat (PBT).
- Polyamid (PA) (USA Nylon): Die PA-Faser ist sehr elastisch sowie reiß- und scheuerfest. Textilien daraus knittern kaum. Polyamid lässt sich durch Hitze dauerhaft verformen, was beim Thermofixieren ausgenutzt wird.
- Polyimid (PI): Die PI-Faser ist unschmelzbar, hervorragend thermostabil und schwer entflammbar, weshalb sie vor allem in technischen Textilien, z. B. Filtermedien eingesetzt wird.
- Polyamidimid (PAI): Die PAI-Faser weist eine außerordentliche hohe Hitze- und Flammbeständigkeit (bis 240 °C) auf, ist unschmelzbar und beständig gegenüber gängigen Lösungsmitteln.[24]
- Aramid (AR): AR-Fasern werden als m-Aramidfasern (hohe Temperaturbeständigkeit und gute Chemikalienresistenz) oder p-Aramidfasern (hohe Festigkeit und hoher E-Modul) hergestellt und werden vor allem für technische Textilien, z. B. in schusssicheren Westen, benutzt.
- Polyacryl (PAN); Polyacryl-Fasern (als Kurzbezeichnung auch Acrylfasern) enthalten mindestens einen Massenanteil von 85 % Polyacrylnitril. Homopolyacrylnitrilfasern (Rein-PAN) bestehen aus nahezu 100 % Acrylnitril und wurden ursprünglich als Asbestersatz für die Faserzement- und Reibbelägeindustrie entwickelt.[25] Die als Textilfasern zum Einsatz kommenden PAN-Fasern sind Copolymerisatfasern, z. B. mit einem Anteil von 7 % Polymethylmethacrylat. Sie weisen einen wollähnlichen Griff und gute Licht- und Chemikalienbeständigkeit auf. PAN-Fasern sind neben Pech ein wichtiges Ausgangsmaterial zur Herstellung von Kohlenstofffasern. Polyacrylnitril wird auch zur Herstellung von Hohlfasern für die Membrantechnik verwendet.
- Modacryl (MAC): MAC-Fasern werden überwiegend nach dem Nassspinnverfahren aus einem Copolymerisat hergestellt, bei dem in die mindestens 50 % und höchstens 85 % Acrylnitrilanteile enthaltenden PAN-Kettenmoleküle 15 % bis 50 % Comonomere, z. B. Vinylchlorid oder Vinylidenchlorid, durch Copolymerisation eingebracht worden sind. MAC-Fasern sind selbstverlöschend. Sie werden rein oder in Mischungen u. a. für Schutzbekleidung oder Vorhänge und Auslegewaren eingesetzt.[26]
- Polytetrafluorethylen (PTFE), lt. DIN EN ISO 2076 Fluorfaser: Die PTFE-Faser ist temperaturbeständig, chemisch weitgehend inert, wasserabweisend und kaum färbbar. Der Einsatz als Faser erfolgt hauptsächlich in technischen Textilien.
- Polyethylen (PE): PE-Fasern bestehen aus mehr als 85 % Polyethylen hoher oder niedriger Dichte und werden nach dem Schmelzspinnverfahren hergestellt. Sie nehmen keine Feuchtigkeit auf, sind beständig gegen eine Vielzahl von Chemikalien, weisen eine hohe Scheuerbeständigkeit, eine geringe Reißfestigkeit, einen niedrigen Erweichungsbereich (je nach Type 85 °C bis 132 °C) sowie eine geringe UV-Stabilität auf, wenn nicht eine zusätzliche UV-stabilisierende Modifikation erfolgt. Einsatz der Stapelfasern vorrangig bei Vliesstoffen. Mittels eines Gelspinnverfahrens erhält man Polyethylen-Filamentgarne mit sehr hohem Molekulargewicht, Kristallisationsgrad, E-Modul und Festigkeitsniveau (280–330 cN/tex).[27] Sie werden vorrangig für Seile, Taue und Netze genutzt→Dyneema dieses gehört zur Untergruppe (UHMW-PE; Ultra-High-Molecular-Weight Polyethylen), (HM-PE; High-Modulus Polyethylen), (HP-PE; High-Performance Polyethylen).
- Polyetheretherketon-Fasern (PEEK-Fasern) gehören zu den aromatischen Polyetherketonen. Sie sind hochtemperaturbeständige Synthesefasern für technische Einsatzgebiete.
- Polypropylen (PP): Die PP-Faser ist die Textilfaser mit der niedrigsten Dichte. Wegen ihrer absolut hydrophoben Konstitution sind ihre Trocken- und Nassreißfestigkeitswerte gleich. Sie ist beständig gegen aggressive Chemikalien und weist eine gute Scheuerfestigkeit auf. Eingesetzt werden PP-Fasern im Sportfunktions- und Unterwäschebereich, für Geotextilien, Teppiche und Automobiltextilien. PP-Fasern besitzen zahlreiche Modifikationen wie z. B. Mikrofasern, Profil- und Hohlfasern, elastische und schwerentflammbare Fasern.
- Polychlorid (CLF), auch Chlorofaser: CLF-Fasern bestehen aus linearen Makromolekülen mit mindestens 50 % Masseanteil Vinylchlorid oder Vinylidenchlorid in der Kette. Die aus dem Basispolymer Polyvinylchlorid (PVC) hergestellte Polyvinylchloridfaser als bedeutendste CLF-Faser war die erste Synthesefaser, die aber heute nur noch geringe Bedeutung hat.[28] CLF-Fasern sind unentflammbar, gut wärmedämmend, absolut hydrophob, chemikalienbeständig gegen Säure und Laugen. Sie zeigen keine Verrottungserscheinungen und sind witterungs- und lichtbeständig. Die Einsatzgebiete liegen im Bereich technischer Textilien, aber auch bei sehr gut wärmender Unterwäsche (Rheumawäsche) sowie Deko- und Möbelstoffen meist in Mischungen.
- Elastan (EL); (EA/ELAS); (PUE), (USA: Spandex, Japan: Polyurethan): Die EL-Faser besteht aus mindestens 85 % Masseanteil segmentiertem Polyurethan und hat eine sehr hohe elastische Dehnung. Da es im Vergleich zu Gummi gut anfärbbar ist, wird es meist in Verbindung mit anderen Fasern für dehnbare Gewebe, Badebekleidung und Strümpfe eingesetzt.
- Polybenzoxazol (PBO): Die PBO-Fasern wurden auf der Basis von Poly(p-phenylen-2,6-benzobisoxazol) entwickelt. Sie erreichen Höchstfestigkeitswerte und sehr hohe Modulwerte: Ursache ist die perfekte Struktur des kristallinen Aufbaus. Außerdem sind die PBO-Fasern unbrennbar und thermostabil. Die Zugfestigkeitswerte sind doppelt so hoch wie die von p-Aramidfasern. Die Anwendung erfolgt im Hitze- und Schnittschutz-Bekleidungsbereich und als Verbundwerkstoff, aber auch in Hochtemperatur-Filtermaterialien.[29][30]
- Polybenzimidazol (PBI): Die nach dem Trockenspinnverfahren hergestellte PBI-Faser baut sich aus einem langkettigen aromatischen Polymer mit wiederkehrenden Imidazolgruppen als integraler Bestandteil der Polymerkette auf.[31] Die mechanisch-technischen Eigenschaften ähneln denen von Viskosefasern, jedoch brennt die PBI-Faser nicht an der Luft, schmilzt nicht, widersteht Säuren, Laugen und organischen Chemikalien. Sie eignet sich besonders für Hitzeschutzbekleidung.[32]
- Polyharnstoff (kein aktuelles Kurzzeichen, frühere Kurzzeichen PUA bzw. PB): Die Polyharnstofffaser besteht aus linearen Makromolekülen, deren Kette eine Wiederkehr der funktionellen Harnstoffgruppe (NH-CO-NH) aufweist. Sie bildet eine Hauptgruppe der faserbildenden Polyamide, von denen die in Japan entwickelte und produzierte Urylon-Faser besondere Bedeutung erlangte. Vorteil gegenüber anderen Polyamidfasern ist ihre Säurebeständigkeit.[33][34]
- Melamin (MEL, früher auch MF): Die MEL-Faser besteht aus mindestens 85 % Masseanteil vernetzter Makromoleküle aus Melaminderivaten.[35] Sie ist problemlos färbbar, beständig gegenüber Aromaten, hydrolysestabil und gut beständig gegenüber Laugen, weniger gegen Dauereinwirkung von Säuren. Die MEL-Faser besitzt eine hohe Flammbeständigkeit, hohe Dauertemperaturbeständigkeit sowie eine geringe Wärmeleitfähigkeit, weshalb sie sich sehr gut für Arbeits- und Brandschutz-Textilien eignet.[36][37]
- Polyphenylensulfid (PPS): Die PPS-Faser besteht aus linearen Makromolekülen mit p-Phenylthiogruppe in der Hauptkette.[38] Sie wird nach dem Schmelzspinnverfahren hergestellt. Die PPS-Faser weist eine hervorragende Chemikalienbeständigkeit (bisher nur von PTFE-Fasern übertroffen) und eine exzellente Thermostabilität auf, die einen dauerhaften Einsatz bis 190 °C (kurzfristig bis 230 °C) ohne nennenswerte Schädigung erlaubt. Die Anwendungen liegen deshalb vor allem im Bereich von Heißgasfiltermedien und Papiermaschinenfilze in kritischen Bereichen der Trockenzone.[39][40]
- Trivynil (lt. DIN EN ISO 2076:2014-03 ohne Kurzzeichen, früher: TV): Die Trivinylfasern werden durch die gemeinsame Polymerisation von Acrylnitril, Vinylchlorid (oder Vinylidenchlorid) und einem dritten Vinylmonomeren hergestellt, wobei keines der Vinylmonomere 50 % der Massenanteile aufweist. Heute sind diese Fasern kaum noch von praktischer Bedeutung.[41][42]
- Elastolefin (EOL)(USA: Lastol): Der Gattungsname gilt für Fasern aus mindestens 95 % Masseanteil Makromolekülen, zum Teil quervernetzt, zusammengesetzt aus Ethylen und wenigstens einem anderen Olefin und die, unter Einwirkung einer Zugkraft um die anderthalbfache ursprüngliche Länge gedehnt, nach Entlastung sofort wieder nahezu in ihre Ausgangslage zurückkehren. Diese elastischen Polyolefinfasern zeichnen sich durch eine hohe Temperaturbeständigkeit (bis 200 °C) sowie eine hohe Resistenz gegenüber aggressiven Chemikalien (insbesondere gegenüber Chlor) und UV-Licht aus.[43][44]
- Elastomultiester (ELE)(früher auch: EME; USA: Elasterell-p): Die ELE-Faser entsteht durch die Interaktion von zwei oder mehr chemisch verschiedenen linearen Makromolekülen in zwei oder mehr verschiedenen Phasen (von denen keine 85 % Masseanteil übersteigt). Sie enthält als wichtigste funktionale Einheit Estergruppen (mindestens 85 %). Bei einer Wärmebehandlung lösen diese unterschiedlichen Polymere bei einer bestimmten Temperatur ein unterschiedliches Schrumpfvermögen aus, welches zu einer „chemischen“ Texturierung führt. Diese Kräuselung ist nicht reversibel und führt zu einem dem üblichen Texturieren überlegenen Dehnungs- und Rücksprungverhalten. So kehrt die ELE-Faser bei einer Dehnung um 50 % und anschließender Entlastung dauerhaft und sofort nahezu auf ihre ursprüngliche Länge zurück.[45][46]
- Polyvinylalkohol (PVA oder PVAL): Polyvinylalkohol-Fasern bestehen aus linearen Makromolekülen mit mindestens 85 % Masseanteilen Polyvinylalkohol, die durch Polymerisation von Vinylacetat und anschließender Verseifung entstanden sind. Bei einem niedrigen Verseifungsgrad, liegen also wenig freie OH-Gruppen vor, sind die PVA-Fasern wasserlöslich. Durch die Variation des Verseifungsgrades können die Wasserlöslichkeit und Thermoplastizität sowie die Festigkeits- und Dehnungswerte anforderungsgerecht eingestellt werden. Die wasserlöslichen Fasern nützt man z. B. als Stütz- oder Hilfsfäden, die beim Herauslösen aus textilen Flächen zu Musterungen führen.[47] Die durch zusätzliche Behandlungen wasserunlöslich gemachten PVA-Fasern werden seit 2001 mit dem Gattungsnamen Vinylal bezeichnet.
- Vinylal (PVAL) (Japan: Vinylon, USA: Vinal, DVKR: Vinalon): Die Vinylalfasern werden aus hochverstreckten und wärmebehandelten Polyvinylalkohol-Fasern durch eine nachträgliche Acetalisierung (Behandlung meist mit Formaldehyden) wasserunlöslich gemacht. Die Vernetzung erfolgt überwiegend zwischen den durch die Verstreckung parallel gelagerten Fadenmolekülen des Polyvinylalkohols. Der Acetalisierungsgrad und damit die Eigenschaften der Fasern können durch die Behandlungsbedingungen variabel gestaltet werden. Die Fasern haben eine gute Feuchtigkeitsaufnahme (4–5 %), hohe Scheuerfestigkeit, neigen allerdings auch zum Knittern. Der Schmelzpunkt liegt bei 230 °C. Sie weisen eine gute Chemikalienbeständigkeit auf. Einsatzgebiete sind technische Textilien, aber auch Dekostoffe und Bettwäsche. Wegen der hohen Festigkeitswerte und Alkalienbeständigkeit werden sie als Kurzschnitt zur Zement und Betonsanierung verwendet. Diese Vinylalfasern werden auch manchmal als Polyvinylacetalfasern bezeichnet.[48][49][50][51]
- Polycarbonat (PC): Die PC-Fasern werden aus Lösungen von Polycarbonat durch ein Nassspinnverfahren oder durch ein Trockenspinnverfahren ersponnen. Sie werden als Monofile für technische Textilien eingesetzt, aber auch als Microfasern, sogenannte Polycarbonat-Elektretfasern mit einem Durchmesser von 1 bis 10 µm für Feinfilter in der Luftfiltration.[52][53][54][55]
- Polystyrol (PST, PS): Die Polystyrolfaser wird aus Styrol oder Styrolcopolymeren durch Schmelzspinnen nach dem Extrusionsverfahren hergestellt. Die Fasern weisen eine geringe Dichte (1,05 g/cm3) und ein geringes Wasseraufnahmevermögen sowie ein hervorragendes elektrisches Isoliervermögen auf. Meist werden grobe Monofilamente hergestellt, aber auch Stapelfasern sind Lieferformen dieser Faser. Der Einsatz erfolgt im technischen Bereich für thermische und elektrische Isolationsmaterialien sowie im Schallschutz, aber auch in Ionenaustauschern.[56][57] Die PS-Fasern werden auch in optischen Leitern eingesetzt.

#### Fasern aus anorganischen Stoffen
- Keramikfasern bilden eine spezielle Klasse von anorganischen Fasern. Sie bestehen aus einer faserförmigen Keramikstruktur. Sie kommen als oxidische (Aluminiumoxide, Mullite, Yttriumoxide) und nichtoxidische (SiC, SiCN, SiBCN→Polysilazane) Fasertypen vor. Ihr Haupteinsatzgebiet liegt bei Hochtemperaturanwendungen für Dämmstoffe (bei Kurzfasern) und als Verstärkungsfasern in hochbelasteten Verbundwerkstoffen wie zum Beispiel in faserverstärkter Keramik. Die als „Keramikfaser“ bekannte Aluminiumsilikatwolle wird als Hochtemperaturwolle zur Wärmedämmung bei Temperaturen über 700 °C eingesetzt.
- Quarzfaser, Kieselsäurefasern:[58] Die Kieselsäurefasern erhält man durch Auswaschen von E-Glas. In das SiO2-Skelett werden OH-Gruppen eingelagert.[59] Sie werden als Asbestersatz, Dämmmaterial, in Filtern und Filterpapieren oder in optischen Leitern und Lasern verwendet. Sie kommen auch in der Zahnmedizin zur Anwendung.

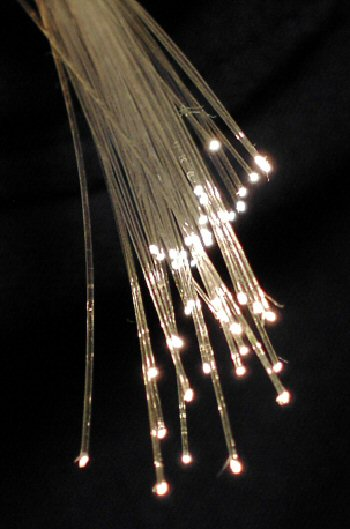
Ein Bündel Glasfasern

- Ein Bündel GlasfasernGlasfaser (GF): Glasfasern werden durch Ziehen aus Glasschmelzen hergestellt.[60] Sie sind im Vergleich zu Polymerfasern weniger dehnbar und weisen eine höhere Sprödigkeit auf. Die Feinheit liegt zwischen 3 und 13 µm. Sie sind nicht brennbar. Der Schmelzpunkt liegt zwischen 900 °C und 1000 °C und die Feuchtigkeitsaufnahme unter 0,5 %. Die Textilglasfasern werden u. a. für nicht brennbare Gardinen und Dekostoffe und für die Inneneinrichtung benutzt. In großem Maße werden sie zur Verstärkung von Kunststoffen und in technischen Textilien eingesetzt.[61][62]

- Basaltfaser (aktuell kein Kurzzeichen): Sie wird durch Schmelzen des Eruptivgesteins Basalt und anschließendes Ziehen durch Platin/Rhodium-Düsenlöcher erzeugt. Geeignet dafür sind Basaltsteine mit einem Siliziumdioxidanteil über 46 %.[63] Die dabei entstehenden Filamentgarne können auch zu Stapelfasern geschnitten werden. Sie sind nicht entflammbar und temperaturbeständig zwischen −260 und +700 °C. Die Reißfestigkeit und der E-Modul sind leicht höher als bei Glasfasern. Ihre Beständigkeit gegenüber Säuren und organischen Lösungsmitteln ist gut. Im alkalischen Bereich sind sie weniger empfindlich als E-Glasfasern, weshalb sie geeigneter für Verstärkungsfasern in Beton und Zement sind. Eingesetzt werden sie in Faser-Kunststoff-Verbunden. Sie werden als Rovings, als gefachte Garne sowie als Zwirne in technischen Geweben, Schnüren, Schläuchen und Gurten verarbeitet.[64][65]

- Kohlenstofffaser (CF)(auch Carbonfaser) : Sie wird durch thermische Carbonisierung von organischen Vorprodukten hergestellt und besteht letztendlich aus mindestens 90 % Massenanteil Kohlenstoff.[66] Die Kohlenstoff-Faser ist eine hitzebeständige Chemiefaser (Schmelzpunkt 3650 °C) mit relativ niedriger Dichte (1,5–2,0 g/cm3) , hoher Festigkeit und Steifigkeit.[67] Kohlenstoff-Fasern werden hauptsächlich zur Verstärkung von Kunststoffen, in Verbundkeramik und in technischen Textilien eingesetzt. Als Faserfilz finden sie Verwendung zur Wärmeisolation von Hochtemperatur-Schutzgas- oder Vakuumöfen.

- Borfaser: Die Fasern besitzen eine hohe Festigkeit und einen großen Elastizitätsmodul. Borfasern werden in Leichtbau-Verbundwerkstoffen eingesetzt, meist zu Matten verwoben und in Harze eingebettet.[68]

- Kristallfasern: Einkristallfasern[69] (Single-crystal Fibers)(Whisker), welche aus einem monokristallinen Material bestehen z. B. aus Saphir (Al2O3)(Aluminiumoxidfasern) oder YAG (Y3Al5O12)[70] und Siliciumcarbid-, Siliciumnitrid-fasern. Ein anderer Typ sind die polykristallinen Fasern, hier wird der Werkstoff auf eine Seele (Wolfram, Molybdän, Kohlenstoff) aufgebracht, man erhält so eine Verbundfaser z. B. BSiC oder SiCW.[71] Photonische Kristallfasern (Photonic-crystal fiber PCF).[72][73]

- Schlackenfaser: Die Schlackenfaser wird aus metallurgischen Schlacken hergestellt.

- Nanotubefasern bestehen nahezu vollständig aus Kohlenstoffnanoröhren (englisch carbon nanotubes). Sie besitzen sehr hohe Festigkeiten und sind noch in einem frühen Entwicklungsstadium. Die NASA untersucht derartige Fasersysteme zum Bau von Weltraumliften.

- Metallfasern (MTF, ME/MET), sehr dünner Draht.

## Resorbierbare Fasern

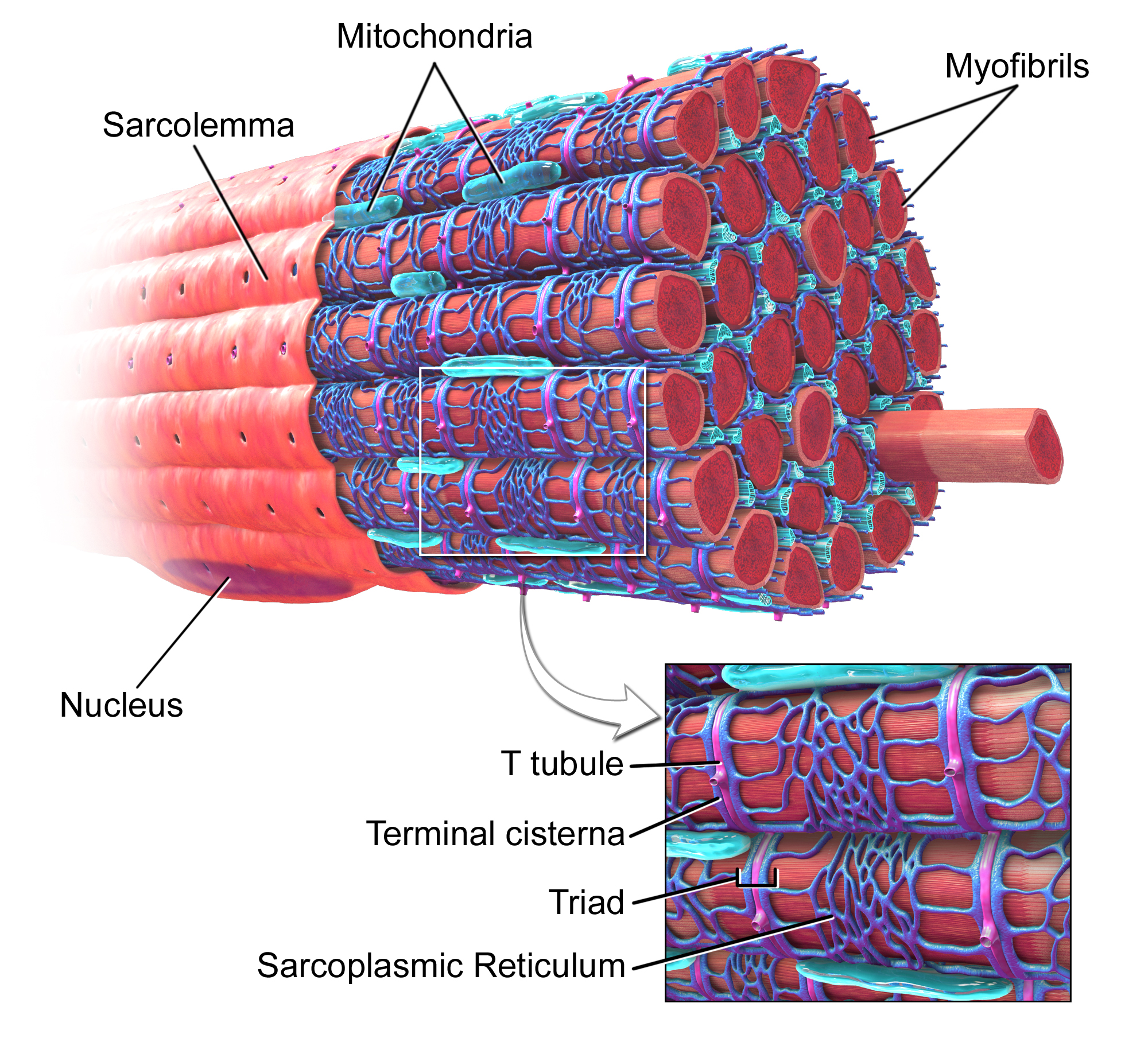
Schematische Darstellung von Fasern der Skelettmuskeln

Resorbierbare Fasern sind in relativ kurzer Zeit biologisch abbaubar, sie können sowohl aus Naturmaterialien oder Chemiefasern bestehen. Aus Naturmaterialien können diverse Kollagenfasern verwendet werden:
- Darmsaiten, Catgut (Chrom-, Platin-, Iod-Catgut oder Kobalt-Catgut) sind Fasern, welche aus der Submukosa bzw. Darmserosa von Naturdärmen hergestellt werden.
- Tiersehnen, Tiermuskeln (Faszien)

Die verwendeten Chemiefasern sind oft Copolymere mit Lactonmonomeren (Lactid, Glycolid, Caprolacton und p-Dioxanon PDO), sowie Trimethylencarbonat (TMC) z. B. Polyglykolsäure (PGA, PGS) (Polyester), Polylactid-co-Glycolid (PLGA)(Polyester) oder aus Polydioxanon (PDS, PPDO), sowie Hydroxybutyrate (PHB) (Polyester), die Fasern sind oft beschichtet (z. B. mit Calciumstearat u. a.). Sie können Monofil, aber auch Multifil, geflochten oder verzwirnt, sein. Diese Fasern werden hauptsächlich als medizinisches Nahtmaterial verwendet.
Auch verwendet werden die Fasern der Polyester Polyhydroxyalkanoate (PHA) und Polylactide (PLA), diese werden als Implantate verwendet.
Die Materialien werden durch proteolytische Enzyme oder durch Hydrolyse abgebaut.

## Eigenschaften
Die Eigenschaften der Fasern werden durch
- die molekulare Struktur (chemische Struktur)
- den übermolekularen Ordnungszustand (physikalische Struktur)
- die Fasergeometrie (Faserlänge, Faserkräuselung, Faserfeinheit, Faserquerschnitt)
- die Fasertopographie (Oberflächengestaltung der Fasern)

bestimmt, wobei bei den Chemiefasern das Faserbildungsverfahren (Erspinnen, Recken, Fixieren, Texturieren) wesentlich die Fasergeometrie und -topographie, aber auch die übermolekulare Struktur beeinflusst.
Zu den Fasereigenschaften zählen die mechanischen, elektrischen und optischen Eigenschaften sowie das Verhalten bei Feuchte- und Wassereinwirkung, bei Wärmeeinwirkung, bei Luft- und Sauerstoffeinwirkung, bei Strahleneinwirkung und gegenüber Chemikalien.
Diese Fasereigenschaften bestimmen wiederum die Verarbeitungseigenschaften (technologische Eigenschaften wie Färbbarkeit, Schrumpfverhalten u. a.) und die Gebrauchseigenschaften (Haltbarkeit, bekleidungsphysiologisches Verhalten u. a.).
Fasern besitzen neben dem charakteristischen Längen-Durchmesser-Verhältnis eine Anisotropie (Ungleichheit in den drei Raumdimensionen) der mechanischen Eigenschaften, d. h. eine Faser ist beispielsweise in ihrer Längsrichtung unterschiedlich dehnbar im Vergleich zur Querrichtung. Bei mehreren verdrehten Fasern zeigt sich entlang der Längsrichtung eine Synergie der mechanischen Eigenschaften, z. B. erhöht sich durch das Spinnen die Zugfestigkeit des Faserbündels über die Summe der Zugfestigkeiten der einzelnen Fasern hinaus. Durch das Längen-Durchmesser-Verhältnis sind die meisten Fasern flexibel.

## Faseranalyse
Die unterschiedlichen Eigenschaften von Fasern können durch verschiedene qualitative und quantitative Methoden bestimmt werden. Die Zusammensetzung kann durch eine Brennprobe, eine Elementaranalyse oder eine Neutronenaktivierungsanalyse bestimmt werden. Bei der Brennprobe wird die Flamme (Rußentwicklung), der Geruch, der pH-Wert des Rauchs und die Konsistenz des Rückstands beobachtet, die für das jeweilige Ausgangsmaterial charakteristisch sind. Die Feinheit wird durch Messung der Länge und des Gewichts bestimmt oder mit einem Vibroskop. Lichtmikroskope, Transmissionselektronenmikroskope und Interferometer können zur Bestimmung der Faserdurchmesser und teilweise auch zur Bestimmung deren Ursprungs verwendet werden. Durch Infrarot-Spektroskopie, Raman-Spektroskopie und Röntgenspektroskopie können Fasern über die jeweiligen materialabhängigen Spektren ihrem Ursprung zugeordnet werden.
Je nach Zusammensetzung und Aufbau der Fasern besitzen sie unterschiedliche Werkstoffeigenschaften.
Die charakteristischen mechanischen Eigenschaften von Fasern wie die Elastizität, die Zug-, Druck-, Biege-, Knick- und Scherfestigkeit werden mit quantitativen Messungen in entsprechenden Spannvorrichtungen bestimmt. Auch die Anisotropie der Eigenschaften von Fasern und die Synergie mehrerer verdrehter Fasern kann so ermittelt werden.

## Internationale Kurzzeichen für Textilfasern
Auszug aus der Liste der Abkürzungen für die Bezeichnung von natürlichen und Chemiefasern herausgegeben vom internationalen Standardisierungsbüro in Brüssel (BISFA) in Anlehnung an DIN 7728:
| Benennung             | Zeichen | Benennung    | Zeichen |
| --------------------- | ------- | ------------ | ------- |
| Baumwolle             | CO      | Elastan      | EL      |
| Flachs, Leinen        | LI      | Glas         | GF      |
| Hanf                  | HF      | Jute         | JU      |
| Kamelhaar             | WK      | Kokos        | CC      |
| Lama                  | WL      | Modal        | CMD     |
| Mohair                | WM      | Polyakryl    | PAN     |
| Polyamid              | PA      | Polyester    | PES     |
| Polyethylen           | PE      | Polypropylen | PP      |
| Ramie                 | RA      | Schafwolle   | WV      |
| Seide (Maulbeerseide) | SE      | Sisal        | SI      |
| Viskose               | CV      | Ziegenhaar   | HZ      |

Die internationale Norm für die Kurzzeichen von Chemiefasern ist die DIN EN ISO 1043-1.
Bei Naturfasern werden die Kurzzeichen für Deutschland in der DIN 60001-1 festgelegt.

## Textile Eignung
Nach dem Textilkennzeichnungsgesetz ist Textilfaser ein „Erzeugnis, das durch seine Flexibilität, seine Feinheit und durch seine große Länge im Verhältnis zum Durchmesser gekennzeichnet ist“.
Die Bedingungen für jede Art Herstellung und Anwendung werden durch Mindestanforderungen an einzelne Eigenschaften (Länge, Feinheit, Elastizität, Feuchtigkeitstransport, Isolierwirkung usw.) näher spezifiziert.
Zum Beispiel: Baumwolle für ein bestimmtes Garn muss mindestens 12 mm Länge und 10 cN/tex Festigkeit haben, für Nassvliesstoffe genügen 4 mm und für Beflockung 2 mm Länge.
Chemiefasern aus Polymeren eignen sich sehr gut für Textilien, für Kleidung wie für technische Anwendungen. Da die Fasern eigens hergestellt werden, kann ihre Form, Dicke und Länge fast frei gewählt werden. Dies erklärt u. a. den Erfolg der synthetischen Fasern gegenüber den traditionell genutzten Naturfasern seit Beginn der 1960er Jahre. Naturfasern können sich insbesondere dort behaupten, wo sie Vorteile gegenüber den Chemiefasern aufweisen können. Neben dem textilen Bereich werden sie auch zunehmend in technischen Textilien eingesetzt.
Naturfasern, Glasfasern und Kohlenstofffasern werden zu Geweben oder zu Vliesstoffen verarbeitet. Das geschieht meist, um sie später zu nichttextilen Faserverbundwerkstoffen weiterzuverarbeiten, und selten, um sie direkt in dieser Form einzusetzen. Beispielsweise werden Glasfasergewebe als temperaturbeständige Isolierung für Kabel verwendet.
Dünne Metalldrähte spielen eine erhebliche Rolle bei der Herstellung von Kabeln, wo sie meist geflochten werden.
Sollen Fasern textil verwendet werden, müssen sie gesponnen werden. Ausnahme: Vliesstoffe, Filze und Filamente.

### Fasermischungen
Es ist heute üblich, für textile Anwendungen Fasern zu mischen. Ziel ist immer, ein Produkt (Garn, Vliesstoff etc.) mit veränderten Eigenschaften zu bekommen. Hier wird einerseits versucht, bessere Gebrauchseigenschaften, bessere bekleidungsphysiologische oder bessere Pflegeeigenschaften zu erhalten. Auf der anderen Seite versucht man eine Veränderung des Aussehens oder eine Erhöhung der Wirtschaftlichkeit zu erreichen. Von der Verarbeitung her sind Gemische manchmal schwieriger zu handhaben als pure Fasern. Teilweise lassen sich jedoch gerade Fasergemische besser verarbeiten.
- eine Fasermischung (Melange) als mehrfarbiger Farbeffekt in einem Garn
- Vigogne (VG) ist eine Mischung aus Baumwolle und Viskose
- Vigoureux ist eine teilweise streifenförmig walzenbedruckte Fasermischung zur Erzielung hochwertiger, ruhiger Melange-Farbeffekte

## Erzeugung und Verbrauch

### Die größten Chemiefaserproduzenten
Das bedeutendste Herstellerland von Chemiefasern ist mit großem Abstand China, gefolgt von Taiwan und den USA. In Europa sind Deutschland und Italien die wichtigsten Produzenten.
| Rang | Land               | Produktion (in Tsd. t) | Rang | Land        | Produktion (in Tsd. t) |
| ---- | ------------------ | ---------------------- | ---- | ----------- | ---------------------- |
| 1    | China              | 7905                   | 8    | Thailand    | 838                    |
| 2    | Taiwan             | 3105                   | 9    | Deutschland | 800                    |
| 3    | Vereinigte Staaten | 2744                   | 10   | Türkei      | 672                    |
| 4    | Südkorea           | 2381                   | 11   | Mexiko      | 555                    |
| 5    | Indien             | 1681                   | 12   | Italien     | 550                    |
| 6    | Japan              | 1347                   | 13   | Russland    | 423                    |
| 7    | Indonesien         | 1289                   | 14   | Brasilien   | 318                    |

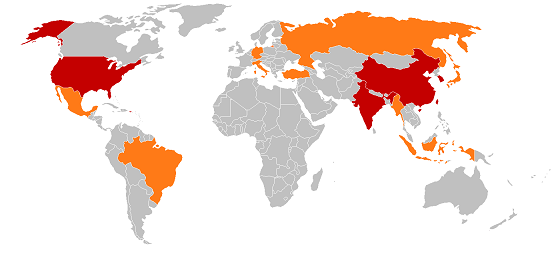
Die wichtigsten Produzenten für Chemiefasern

Bei obigen Zahlen ist zu beachten, dass insbesondere die Produktion in China seit 2001 deutlich angestiegen ist. Im Jahre 2006 betrug die dortige Produktion knapp über 19 Millionen Tonnen.
Insbesondere PET-Fasern werden in großem Maßstab aus recyceltem Kunststoff gewonnen. So wurden etwa 40 % aller im Jahre 2009 in Europa gesammelten PET-Flaschen zu Textilfasern verarbeitet.

### Die größten Naturfaserproduzenten
Naturfasern werden in fast allen Ländern der Welt angebaut und verarbeitet – jährlich insgesamt fast 30 Millionen Tonnen. Baumwolle ist dabei mit 20 Mio. t die weitaus dominierende Naturfaser, gefolgt von Wolle und Jute mit rund 2–3 Mio. t. Trotz der weiten Verbreitung sind mit Südasien, Ostasien und China, Mittel- und Osteuropa, Ostafrika und Brasilien Schwerpunkte in der Naturfaserproduktion erkennbar.

### Textilfaserverbrauch
Im Jahr 2009 wurden ca. 76 Millionen Tonnen Textilfasern produziert (11 kg / Weltbewohner). Davon:
| Rang | Gruppe                 | Höchste Anteile    | %   |
| ---- | ---------------------- | ------------------ | --- |
| 1    | Baumwolle              | China, USA, Indien | 033 |
| 2    | Filamente              | PES, PA, PP        | 033 |
| 3    | Chemische Stapelfasern | PES, PAN, CV       | 024 |
| 4    | Sonst. pflanzl. Fasern | JU, LI, CC, SI     | 07  |
| 5    | Tierische Fasern       | WO, WL, WK, WM     | 02  |

Die Statistik beinhaltet keine Glasfasern, wovon 1,7 Millionen Tonnen allein für Verbundstoffe gebraucht wurden.